# Women's Political Council
Women's Political Council (WPC) var en amerikansk organisation, verksam 1946-1956.
WPC grundades av färgade kvinnor i Montgomery, Alabama för att verka mot Jim Crow-lagarna i staden. Den är främst känd för den roll den spelade i medborgarrättsrörelsen, då den var den första föreningen inom rörelsen att offentligt ta ställning för bussbojkotten i Montgomery 1955.  